# 岩佐夏芽
岩佐 夏芽（いわさ なつめ、7月11日は、日本の女性声優。RME所属。京都府京都市出身。

## 略歴
2017年4月よりディーエスイーに預かり所属。同年5月をもって退所。
クロコダイル預かり所属を経て2018年2月に準所属となり、2018年10月末をもって退所。
フリーを経て2018年12月よりRMEに所属。

## 人物
特技はフランス語、趣味はゲーム、スプラッター・ホラー映画鑑賞。

## 出演

### テレビアニメ
- キリングバイツ（2018年、岸本朱美・紅里〈ホーンドリザード〉[8]）
- 邪神ちゃんドロップキック（2018年、神田まつや店員）

### ゲーム
2017年
- 陰陽おとぎソール（アンラ・マンユ、姑獲鳥）

2019年
- グレントリア-眠レル竜ト暁ノ戦士ノ物語-（曙光の天使フレイア）
- 虚構少女-E.G.O- / 偽装少女と虚構の街（ベトラ、ツクモ）
- ステラストーリア（呪術師セレナ）
- ヘルプ!!!恋が丘学園おたすけ部（高階美鈴）
- アズールレーン（初霜、スモーリー）
- Lost Crown〜亡国の姫と竜騎士の末裔〜（ガンドラ）
- THE NEW GATE（セティ・ルミエール）
- 幻妖物語-十六夜の輪廻（猫妖の少女）
- ルミナスフォレスト〜選ばれし三人の勇者たち（氷の射手・エステル）

2020年
- 戦姫ストライク（ナタリー、雷光）
- ラストオリジン（レッドフード）

2024年
- ミステリーの歩き方（車内アナウンス、受付のミッちゃん）

### ドラマCD
- 伊賀流モモチの昭和浪漫探偵録（2018年、五歳の少女）

### 吹き替え
- ハイエナたちの報酬 絶望の一夜（フランソワーズ）
- フューネラル 大人たちの同窓会（ベス）
- 極秘部隊シャドウ・ウルフ(シャイアン)

### テレビ番組
- アニュ研!（2017年、TOKYO MX）

### 映画
- トラップ・ガール